# Werner Kuhnt (Fußballspieler)
Werner Kuhnt (* 27. Oktober 1893; † 1. Januar 1970) war ein deutscher Fußballspieler. Als Torhüter des SV Norden-Nordwest kam er 1924 als Nationalspieler einmal zum Einsatz.

## Karriere

### Vereine
Kuhnt spielte laut dem Spielerlexikon bis 1922 beim Lichtenberger SC 01, von 1922 bis 1927 für SV Norden-Nordwest und ab 1927 beendete der gelernte Schlosser seine Spielerlaufbahn beim Eckernförder SV. Er galt in den 1920er Jahren als einer der besten Torhüter Deutschlands; ihn zeichnete seine Ruhe und Abgeklärtheit aus. Mit dem SV Norden-Nordwest spielte Kuhnt in der zweigeteilten Verbands- bzw. Oberliga Berlin-Brandenburg, der seinerzeit höchsten Spielklasse, wurde mit dem Verein mehrfach Staffelmeister und 1922 Verbandsmeister, gelangte 1922 bis ins Halbfinale, 1926 bis ins Viertelfinale der Endrunde um die Deutsche Meisterschaft.
Dagegen sind seine zwei Einsätze im Jahr 1926 in der Endrunde gegen den VfR Köln 04 rrh. (2:1) und Holstein Kiel (0:4) belegt. Qualifiziert hatte er sich mit dem SV Norden-Nordwest als Vizemeister von Brandenburg. Den Berliner Landespokal gewann Kuhnt mit dem SV Norden-Nordwest am 17. Juni 1925 mit 3:1 gegen den 1. FC Neukölln, das Finale am 25. Juni 1927 gegen den BFC Viktoria 1889 hingegen wurde mit 2:6 verloren.

### Auswahl-/Nationalmannschaft
Als Spieler des SV Norden-Nordwest war er auch Auswahlspieler des Verbandes Brandenburgischer Ballspielvereine und hat unter anderem am 14. Oktober 1923 in Stettin gegen die Auswahlmannschaft des Baltischen Rasen- und Wintersport-Verbandes (2:1) und am 11. November 1923 in Berlin im Halbfinale im Bundespokal gegen die Auswahlmannschaft des Norddeutschen Fußball-Verbandes (2:4 verloren n. V.) im Tor der Brandenburger Auswahl gestanden. Bei Querengässer wird Kuhnt aber in den Endrundenspielen 1922 nicht als Torhüter des SV Norden-Nordwest aufgeführt, sondern ein Torhüter namens „Bork“. Das könnte seine Vereinszugehörigkeit bis 1922 beim Lichtenberger SC bestätigen.
Seinen einzigen Länderspieleinsatz als Torwart am 31. August 1924 in Berlin vor 25000 Zuschauern gegen Schweden (1:4) verdankt Kuhnt unüberbrückbaren Auseinandersetzungen zwischen dem 1. FC Nürnberg und der SpVgg Fürth mit der Folge, dass die Fußballspieler dieser beiden Vereine nicht miteinander in der deutschen Nationalelf spielen wollten und damit Kuhnt statt des seinerzeitigen deutschen Stammtorhüters Heinrich Stuhlfauth aus Nürnberg zwischen den Pfosten des Nationalteams stand. Damaligen Berichten zufolge konnte der sonst so ruhige Werner Kuhnt während des gesamten Spiels seine Nervosität nicht ablegen. Es war das erste Länderspiel der Saison 1924/25 und der DFB trat mit sechs Debütanten an, darunter der 2 Monate vor seinem 31. Geburtstag stehende Werner Kuhnt.